# Aenicteques chapmani
Famille
Genre
Espèce
Aenicteques chapmani est une espèce d'acariens mesostigmates, la seule du genre Aenicteques et de la famille des Aenictequidae.

## Répartition
Cette espèce est endémique des Philippines. Elle a été découverte sur la fourmi Aenictus martini.

## Publications originales
- Jacot 1939 : A new Antennophorid mite, rider of the Philippine Ant Aenictus martini. Philippine Journal of Science, vol. 69, n. 4, p. 433-434.
- Kethley, 1977 : A review of the higher categories of Trigynaspida (Acari: Parasitiformes). International Journal of Acarology, vol. 3, n. 2, p. 129–149.